# Copa martinera

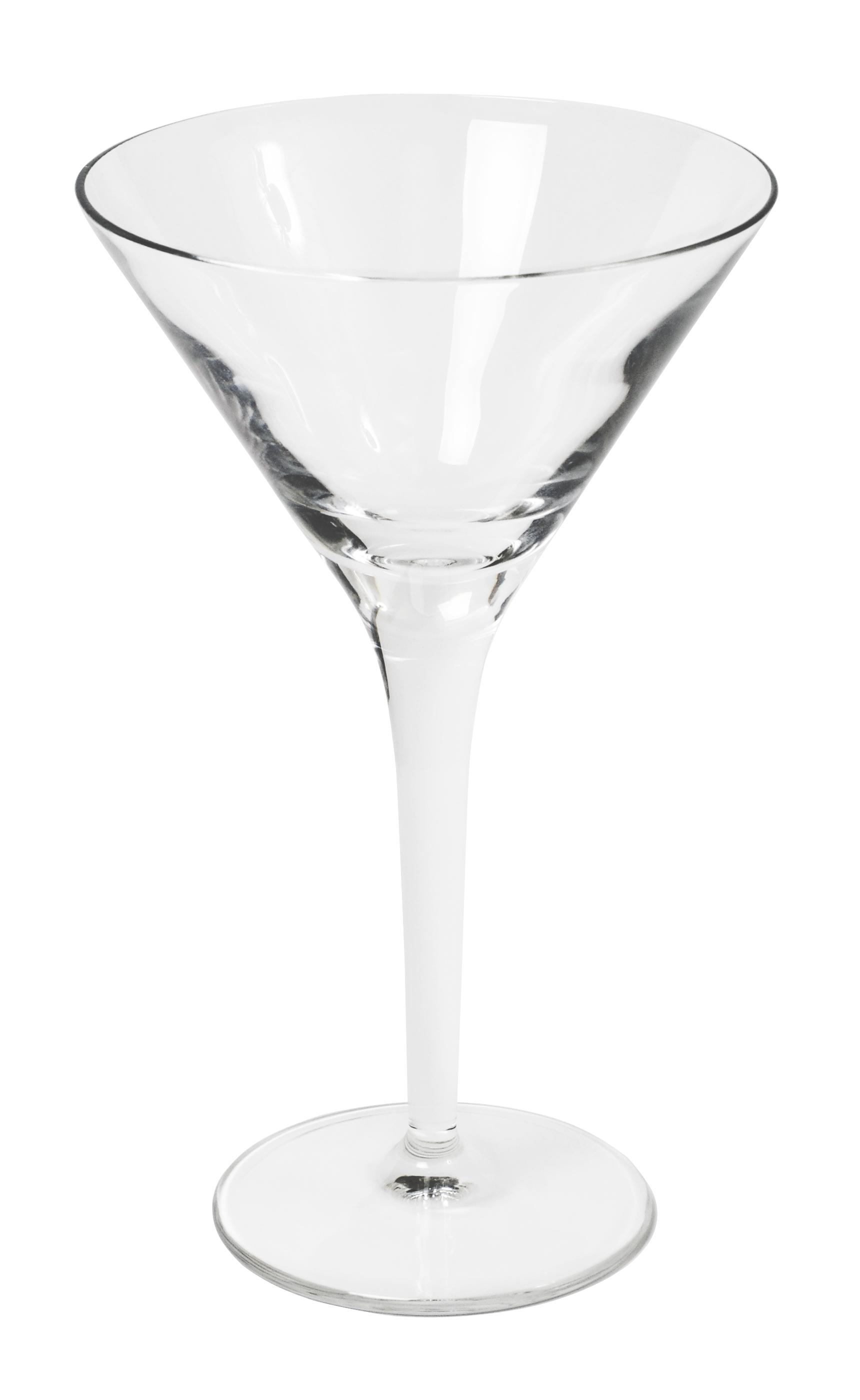
Copa martinera

Una copa de martini, martinera o copa de cóctel es un vaso con fuste con forma de cono invertido, utilizado principalmente para servir cócteles directos (straight up). 
Hoy en día, el vaso se usa para servir una variedad de cócteles, como el Martini y sus variaciones: French Martini, Vodka Martini, Espresso Martini, Appletini, y también el Manhattan, Brandy Alexander, Pisco Sour, Negroni, Cosmopolitan, Gimlet y Grasshopper.

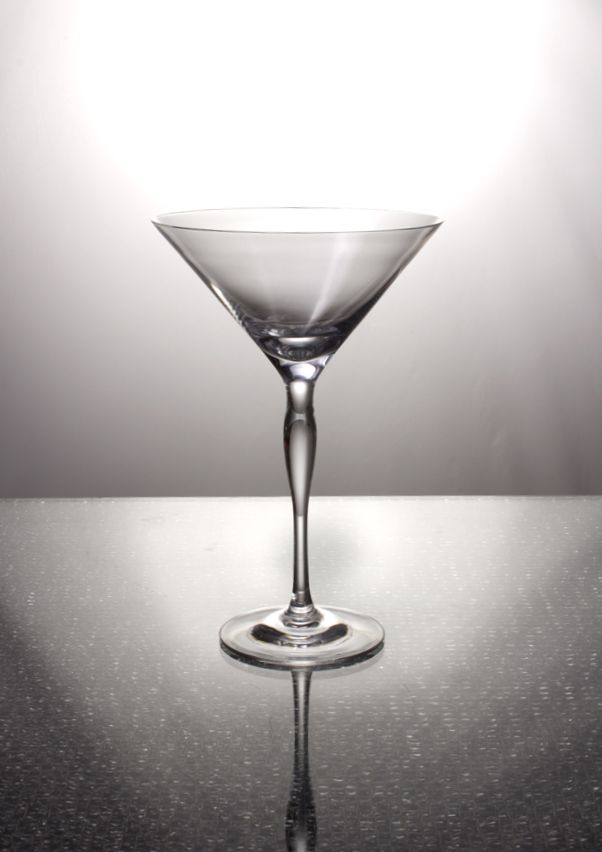
Otro diseño de copa martinera.

## Historia
Inventado a fines del siglo XIX, su forma deriva del hecho de que todos los cócteles se sirven tradicionalmente refrigerados y contienen un elemento aromático. Por lo tanto, el tallo permite que el bebedor sostenga el vaso sin afectar la temperatura de la bebida, un aspecto importante debido a la falta de hielo que en otras bebidas serviría para enfriar la bebida, y el tazón ancho coloca la superficie de la bebida directamente debajo de la nariz del bebedor, asegurando que el elemento aromático tenga el efecto deseado. En la actualidad, las copas de cóctel sin vástagos son comunes, sin embargo, estas copas se calientan muy rápidamente, un fenómeno abordado por el tallo original.

## Copa de cóctel y copa martinera
Aunque los términos 'copa de cóctel' y 'copa de martini' a menudo se usan indistintamente, el primero es ligeramente más pequeño, más redondeado (en contraste con la forma puramente cónica de este último), presenta un tallo más corto y un borde más estrecho.
Una historia popular dice que la copa de martini fue inventada durante la Ley Seca de Estados Unidos, por lo que en el caso de una redada en un bar clandestino, el borde grande permitió que la bebida se eliminara fácilmente. Sin embargo la copa de martini se introdujo formalmente en la Exposición de París de 1925 como un la versión modernista del Champagne coupé, y no se usó originalmente como lo es hoy: en películas de la década de 1920 se muestra que se usa para contener champán, como el coupé. Sin embargo, a pesar de que el diseño influye en la estética geométrica de la arquitectura, los interiores y el mobiliario de la época, se diseñó menos por estética y más por funcionalidad: con el tallo más largo que reduce el efecto de calentamiento del calor corporal sobre el contenido del vidrio, y el borde ensanchado que aumenta el área de superficie, supuestamente permitiendo que la ginebra, el ingrediente principal en martinis, libere su aroma. Los lados con pendientes pronunciadas evitan que los ingredientes se separen y también sirven para sostener un palillo de dientes o aceitunas en una brocheta de cóctel.
El vaso de Martini ha caído en desuso en los tiempos modernos debido a su tendencia a derramar bebidas, y el coupé a veces se usa en su lugar.

## Medidas
Un vaso de cóctel estándar contiene de 90 a 300 ml (3-10 US fl Oz). Originalmente tenían un volumen de alrededor de 120 ml (4 US fl Oz).
Se encuentran disponibles vasos de cóctel de mayor capacidad, desde 180 ml (6 US fl Oz) hasta grandes vasos de 350 ml (12 US fl Oz) o más.